# Samuel Johnson (kritikus)
Samuel Johnson (Lichfield, Staffordshire, 1709. szeptember 18. – London, 1784. december 13.) angol író és tudós, aki költőként, drámaíróként, esszéíróként, moralistaként, irodalomkritikusként, prédikátorként, életrajzíróként, szerkesztőként és lexikográfusként is maradandót alkotott. Az Oxford Dictionary of National Biography „az angol történelem vitathatatlanul legkiválóbb irodalmárának” nevezi.

## Élete
Ifjúsága küzdelmek és nélkülözések közt folyt le, kényszerülve volt tanítói állást vállalni egy vidéki magán nevelőintézetben. Zabolátlan természete azonban nem engedte, hogy sokáig megmaradjon ebben az állásban; hivataláról lemondott és az irodalomnak szentelte magát. Eleinte hírlapírással kereste kenyerét.
1755-ben kiadta főművét a Dictionary of the English language-t, amely három év alatt hat kiadást ért meg és még a 19. század végén is egyike volt a legjobb angol lexikográfiai munkáknak. A későbbi években szerkesztője volt két folyóiratnak, a The Rambler-nek (1750-1752) és a The Idler-nek (1758-60). Szakadatlan és nagyhatású tevékenységével végül elérte, hogy 1762-től kezdve évi 300 font nyugdíjat kapott a kormánytól. 1763-ban összebarátkozott James Boswell-lel, akivel együtt utazott Skóciába, ahogyan azt Johnson leírta A Journey to the Western Islands of Scotland (Egy utazás Skócia nyugati szigeteire) című művében. Élete vége felé jelent meg hatalmas, nagy hatású Lives of the Most Eminent English Poets of the 17th and 18th centuries című műve.
Dr. Johnson hívő anglikán és elkötelezett tory volt. Bár magas és robusztus volt, gesztusai és tikjei egyeseket zavarba hoztak, amikor találkoztak vele. Boswell Samuel Johnson élete című műve, valamint más életrajzok olyan részletesen dokumentálták Johnson viselkedését és manírjait, hogy ezek alapján a 18. században nem ismert Tourette-szindrómát posztumusz diagnosztizálták nála. Több betegség után 1784. december 13-án este halt meg, és a Westminster-apátságban temették el.
Shakespeare műveit kiadva (1765) kiragadta a nagy brit költőt a feledésből és reá irányította a közfigyelmet. Legismertebb műve a The lives of the most eminent English poets (1779-1781). Szépirodalmi művei közül említésre méltó a History of Rasselas, prince of Abyssinia című tanregénye. Nem utolsó érdeme Johnsonnak, hogy ő volt az, aki Oliver Goldsmith-t, a Wakefieldi pap szerzőjét felfedezte.
Johnson öregségére korának egyik hírességévé vált, halála után pedig egyre inkább úgy tekintettek rá, mint aki maradandó hatást gyakorolt az irodalomkritikára, sőt azt állították róla, hogy ő az angol irodalom egyetlen igazán nagy kritikusa. A 20. század irodalomelméletének egyik uralkodó módszere az ő nézeteiből merített, és az életrajzírásra is maradandó hatást gyakorolt. Johnson szótára messzemenő hatással volt a modern angol nyelvre, és egészen az Oxford English Dictionary 150 évvel későbbi megjelenéséig kiemelkedő jelentőséggel bírt. Boswell életét Johnson életrajzírója, Walter Jackson Bate „az egész irodalom leghíresebb életrajzi művének” választotta.

## Fontosabb művei

### Angol nyelvű művei

#### Esszék
- Birmingham Journal (1732–33)
- Plan for a Dictionary of the English Language (1747)
- The Rambler (1750–52)
- The Adventurer (1753–54)
- Universal Visiter (1756)
- The Literary Magazine, or Universal Review (1756)
- The Idler (1758–60)
- The False Alarm (1770)
- Thoughts on the Late Transactions Respecting Falkland's Islands (1771)
- The Patriot (1774)
- A Journey to the Western Islands of Scotland (1775)
- Taxation no Tyranny (1775)
- The Beauties of Johnson (1781)

#### Költészet
- Messiah (1728), Alexander Pope Messiás című művének latin nyelvű fordítása.
- London (1738)
- Prologue at the Opening of the Theatre in Drury Lane (1747)
- The Vanity of Human Wishes (1749)
- Irene, a Tragedy (1749)

#### Életrajzok
- A Voyage to Abyssinia (1735), Jerome Lobo francia művének fordítása
- Life of Mr Richard Savage (1744)
- Miscellaneous Observations on the Tragedy of Macbeth (1745)
- Life of Browne (1756)
- Proposals for Printing, by Subscription, the Dramatick Works of William Shakespeare (1756)
- Preface to the Plays of William Shakespeare (1765)
- The Plays of William Shakespeare (1765)
- Lives of the Poets (1779–81)

#### Szótárak
- Preface to a Dictionary of the English Language (1755)
- A Dictionary of the English Language (1755)

#### Novella
- The History of Rasselas, Prince of Abissinia (1759)

### Magyarul megjelent művei
- Rasselas, Abyssinia herczegének története; ford. Sikó Ernő; szerzői, Tiszavárkony, 1893
- Kicsi Ricsi, a kritikus; A padlásszoba előnyei; ford. Abody Béla; in: Hagyomány és egyéniség. Az angol esszé klasszikusai; vál. Európa Könyvkiadó munkaközössége, közrem. Ruttkay Kálmán, Ungvári Tamás, utószó Abody Béla, jegyz. Abádi Nagy Zoltán; Európa, Bp., 1967

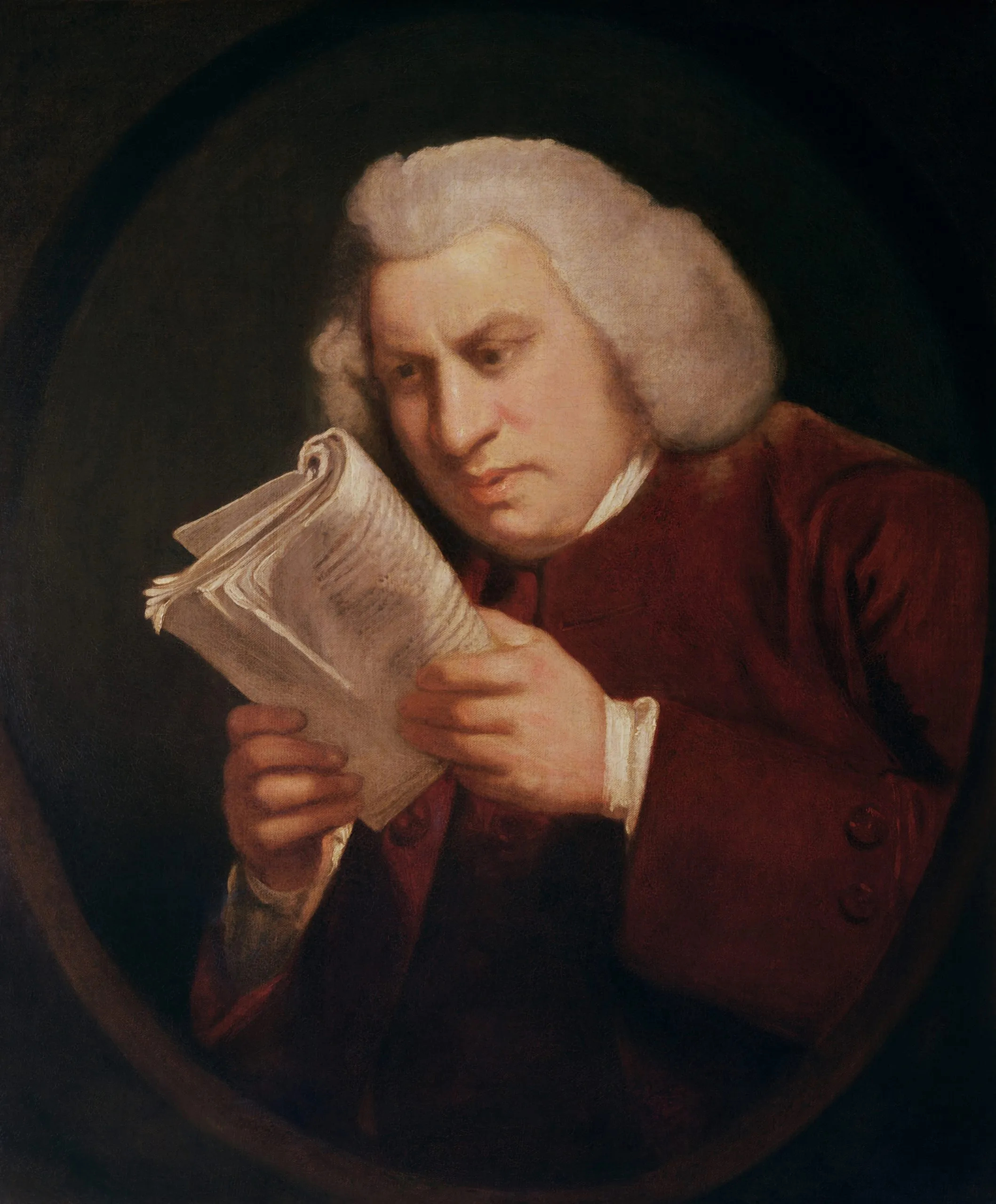
Joshua Reynolds híressé vált portréja, a Blinking Sam

## Internetes mém
A neves festő, Joshua Reynolds által 1775-ben készített portré, amely a rövidlátó Johnsont olvasás közben ábrázolja és Blinking Sam néven ismert, 2012-től kezdve népszerű internetes mémmé vált, amelyet gyakran használnak egy szövegsorra vagy egy abszurd helyzetre adott zavarodottság vagy döbbenet kifejezésére. A képet jellemzően egy másik, 1772-ben készült, szintén Reynolds által készített festménnyel együtt jelenítik meg, amely Johnsont zavart arckifejezéssel ábrázolja.